# Bătălia de la Hidaspes
Bătălia de la Hidaspes a avut loc în vara anului 326 î.Hr., între armata macedoneană a lui Alexandru cel Mare (întărită cu aliații greci și perși) și armata regelui indian Porus. Lupta a avut loc pe malurile fluviului Hidaspes (Jhelum) de pe teritoriul actual al Pakistanului. Soldații macedoneni s-au confruntat pentru prima dată cu un număr mare de elefanți de război.
Alexandru plănuise să cucerească India. Pe atunci, aceasta era împărțită în 16 regiuni, care își disputau supremația. Pe Alexandru nu-l mai despărțeau de armata regelui indian Porus, decât două fluvii: Indul și Hidaspes. Indul este trecut de macedoneni folosind corăbii demontabile aduse din Siria; ei își organizează tabăra în apropiere de malurile fluviului Hidaspes.

## Manevrele de dinaintea bătăliei
Marele tactician Alexandru, pentru a trece fluviul Hidaspes (actualmente Râul Jhelum din Pakistan), după ce a parcurs timp de 2 luni spațiul dintre Ind și acest fluviu, nu putea folosi navele demontabile, deoarece în timpul traversării indienii ar fi putut să lanseze săgeți contra lor. Alexandru înconjoară cu toată armata malul fluviului Hidaspes timp de câteva săptămâni pentru a-i da impresia lui Porus, regele de acolo, că alege un loc de traversare.
Porus se satură de această mobilizare continuă a armatei, așa că pune străji. Alexandru doar atât a așteptat. Cu 13-14.000 de oameni din cei 24-25.000 pe care-i avea, el a traversat Hidaspes noaptea pe furtună. Ajungând pe mal își grupează soldații. Uitându-se mai bine, descoperă cu surprindere că erau pe o insulă. Trec și acest șuvoi de apă și ajung pe o altă insulă. Alexandru mai traversează odată apa și ajunge în sfârșit pe mal, dimineața. În acest timp oamenii lui făcuseră gălăgie.
Porus află că Alexandru a trecut fluviul noaptea. El nu știe dacă a trecut cu cea mai mare sau cu cea mai mică parte din armată apa. El, judecând după hărmălaia de pe celălalt mal, crede că Alexandru are puțini oameni după el, așa că trimite o grupă de 2000 de care de luptă și pedeștri cu fiul lui, numit tot Porus.
Pe glodul format noaptea, carele înaintează greu. Alexandru le surprinde distrugând aproape tot efectivul, inclusiv pe micul Porus. Acesta, după bătăliile din Afganistanul de azi învață calitățile cavaleriei ușoare și o apreciază mult.
Porus, după ce vede că s-a înșelat, pornește atacul contra lui Alexandru. El trimisese alte câteva mii de soldați să vină în ajutor. Aceștia, odihniți, îl sprijină pe mărețul conducător.

## Bătălia

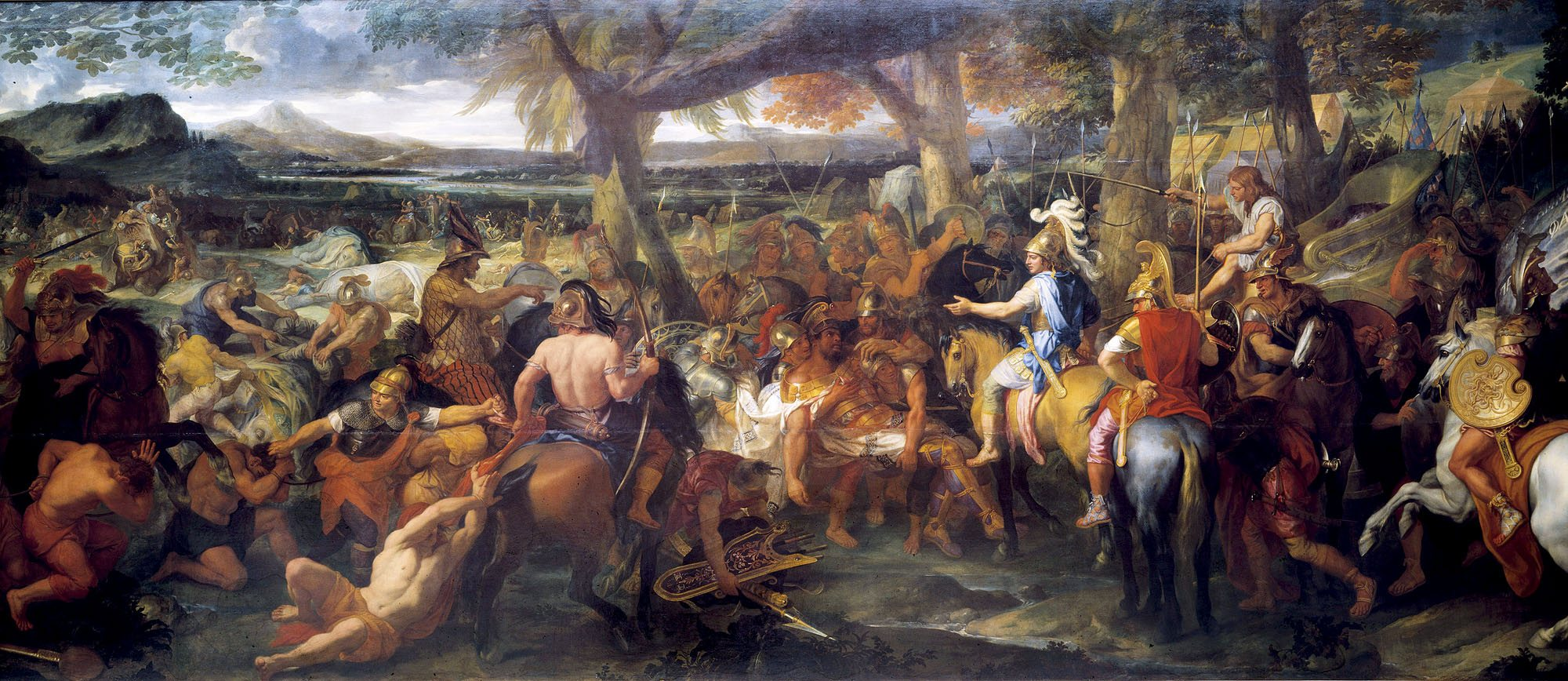
Bătălia de la Hidaspes

Când Porus a ajuns în punctul în care armata lui Alexandru se apropia, el a desfășurat forțele sale și a început atacul. Indienii au fost aliniați, cu cavaleria pe ambele flancuri, în centrul lor cuprinzând  infanteria cu elefanți. Elefanții lui Porus i-au îngrozit pe macedoneni și au cauzat multe pierderi în falanga macedoneană, dar aceștia au fost respinși de falange, provocând haos în propriile linii.
Alexandru a început lupta prin trimiterea de arcași călare spre aripa cavaleriei indiene din stânga. Apoi, el a condus ofensiva  împotriva aripei indiene slăbite. Restul de cavalerie indiană galopează, greu încercată, dar în acest moment, contingentul cavaleriei lui Coenus a apărut din spatele lor. Indienii au încercat să formeze o falangă dubla, dar manevrele necesare complicate au adus și mai multă confuzie în rândurile lor, ceea ce face mai ușor pentru cavaleria macedoneană de a-i învinge. Restul de cavalerie indiană a fugit printre elefanți ca să-i protejeze, dar animalele au fost deja preluate sub control și au fost retrase de pe câmpul de luptă, lăsând restul armatei lui Porus înconjurată de cavaleria și de falanga macedoneană. În acest moment, falangele au blocat drumul cu scuturile lor și au avansat spre inamicul confuz. Porus, cu ultimele forțe, după ce se luptase curajos, s-a predat. Potrivit lui Justin, în timpul luptei, Porus l-a provocat pe Alexandru pe care l-a lovit călare. Alexandru a căzut de pe cal în duelul în care a urmat, dar gărzile sale l-au protejat și au reușit să-l captureze pe Porus. În cele din urmă macedonenii i-au înfrânt pe indieni.
Alexandru își pierde prietenul cel mai de preț: calul său, Bucefal. Pe de altă parte, Porus își pierduse doi fii în luptă.

## Urmări

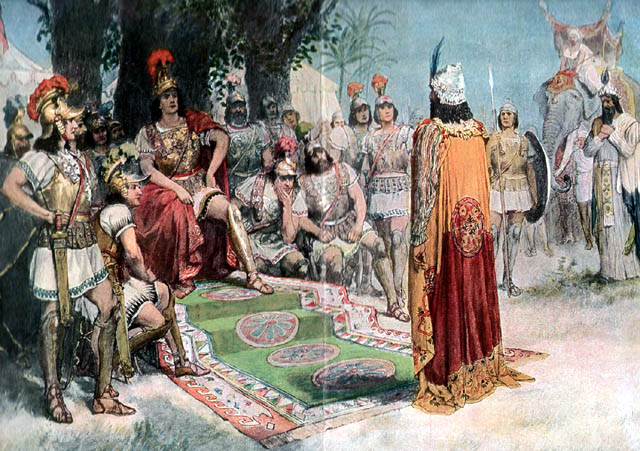
Alexandru și Porus

Porus vrea să îi spună ceva lui Alexandru. Acesta spune că îi va îndeplini un fel de dorință: „Aș vrea să fiu tratat ca ceea ce sunt și să rămân așa” a spus Porus, adică să rămână rege. Alexandru îl ascultă și nu îl ucide.
Bucefal (calul lui Alexandru) avea 30 de ani și la sfârșitul zilei a murit din cauza rănilor. Când calul a murit, Alexandru a construit, după bătălia împotriva lui Poros, o cetate care, după numele animalului, s-a numit Bucefala. Se spunea că numele calului provenea de la mărimea capului său ori din faptul că pe spate avea un semn reprezentând un cap de bou. Bucefal este amintit de Plutarh și de Strabon.
Alexandru a fost rănit într-o altã bătălie împotriva regatului Malhi, la asediul orașului Multan, din Pakistan. În urma revoltelor  trupelor sale și în condiții climatice nefaste pentru invazia Regatului Magadha, Alexandru s-a hotărât în cele din urmă să se întoarcă și să continue expansiunea imperiului său spre apus.
La întoarcerea spre Babilon, Alexandru pierde trei sferturi din ostași din cauza foametei și a căldurii deșertice. Odată ajunși în Carmania, scapă de greutați și călătoresc fără probleme până la Hermezia, și mai departe către Persia.

## Tactici

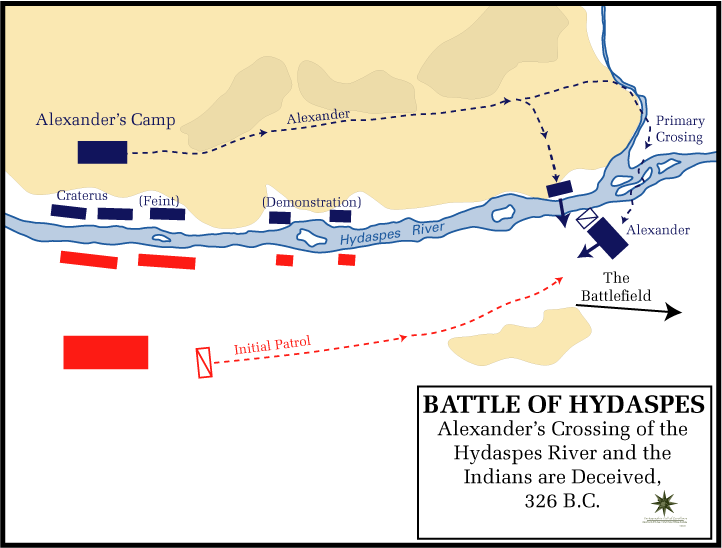
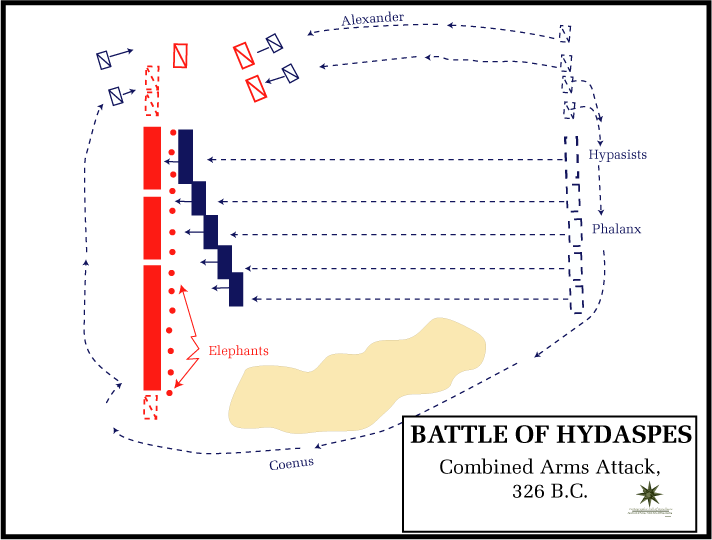

### Consecințe:
- Victoria macedoneană: Alexandru a obținut o victorie importantă, deși cu pierderi semnificative, inclusiv pierderea calului său, Bucefal.
- Respectul lui Alexandru pentru Porus: Impresionat de curajul și demnitatea lui Porus, Alexandru l-a repus în funcție ca satrap al teritoriului său, extinzându-l chiar. Aceasta a fost o decizie strategică pentru a menține controlul asupra regiunii.
- Oprirea avansului lui Alexandru: După bătălia de la Hidaspes și alte confruntări, armata macedoneană, obosită și descurajată de perspectiva de a înfrunta armate și mai mari și condiții necunoscute, a refuzat să mai avanseze spre est, spre râul Gange. Alexandru a fost nevoit să se întoarcă.
- Influența elenistică: Campania lui Alexandru, deși scurtă, a lăsat o anumită influență culturală elenistică în regiunea Gandhara (nord-vestul Indiei și Pakistanului actual).

Bătălia de la Hidaspes este considerată una dintre cele mai dificile și semnificative bătălii purtate de Alexandru cel Mare, demonstrând atât geniul său militar, cât și curajul oponenților săi indieni.